# Resource Access Control Facility
RACF, akronym för Resource Access Control Facility, är en programvara från IBM.  RACF är ett säkerhetssystem som ger åtkomstkontroll och granskningsfunktionalitet för operativsystemen z/OS och z/VM på IBM:s stordatorplattform.  Dess främsta konkurrenter på marknaden har varit ACF2 och TopSecret. Båda dessa produkter underhålls och marknadsförs numera av Computer Associates.
Förutom att vara en av de mest mogna anpassningsbara säkerhetsmonitorerna inom datordrift, har RACF några intressanta funktioner som man sällan kan finna i Microsoft Windows- eller i Unixmiljöer.  RACF kan exempelvis ge behörighet för en grupp av filer, namnsatta enligt en viss mall, vilket innebär att man kan definiera behörigheter för filer som inte existerar än. Dessa behörighetsdefinitioner används sedan automatiskt när filen eller något annat objekt skapas vid ett senare tillfälle. Med andra ord så kan man med RACF etablera riktlinjer för säkerheten, inte enbart åtkomstregler.
RACF har vidareutvecklats kontinuerligt för att stödja moderna säkerhetsfunktioner som digitala certifikat, PKI, LDAP och lösenord som kan innehålla både versaler och gemener. (Det sistnämnda är en motvillig eftergift för att kunna ge interoperabilitet med andra plattformar som Unix och Linux.) Den underliggande System z-hårdvaran arbetar väl integrerat med RACF. Till exempel så skyddas digitala certifikat i manipuleringssäkra kryptografiska processorer. De större stordatorsubsystemen, i synnerhet DB2, använder RACF för att ge flernivåsäkerhet (multi-level security, MLS).